# Морозов, Иван Степанович
Иван Степанович Морозов (23 октября 1920 — 9 октября 1984) — советский партийный и государственный деятель, председатель Ивановского облисполкома (1964—1966).

## Биография
- 1957—1960 гг. — первый секретарь Владимирского районного комитета КПСС (Владимирская область),
- 1960—1961 гг. — инструктор отдела партийных органов Бюро ЦК КПСС по РСФСР,
- 1961—1962 гг. — секретарь Ивановского областного комитета КПСС,
- 1962—1963 гг. — начальник Ивановского областного управления производства и заготовок сельскохозяйственных продуктов,
- 1962—1963 гг. — первый заместитель председателя исполнительного комитета Ивановского областного Совета,
- 1963—1964 гг. — первый секретарь Ивановского сельского областного комитета КПСС,
- 1964—1966 гг. — председатель исполнительного комитета Ивановского областного Совета
- 1966—1981 гг. — заместитель министра сельского хозяйства РСФСР.

Депутат Верховного Совета РСФСР 6-го созыва.
Похоронен на Кунцевском кладбище в Москве.